# Wŏnsan
Wŏnsan (hangŭl 원산시; hanja 元山市; McCune-Reischauer Wŏnsan-si; latinizzazione riveduta Wonsan-si) è una città della Corea del Nord.

## Infrastrutture e trasporti
Avendovi trascorso la sua infanzia, Kim Jong-un ha espresso un interesse significativo per lo sviluppo ulteriore della regione, con la costruzione di nuove infrastrutture.
Strade e ferrovie
Il treno presidenziale staziona alla Leadership Railway Station della città quando vi soggiorna il presidente nordcoreano. Il distretto di Wŏnsan-si è servito da molte altre stazioni ferroviarie sulla Linea Kangwŏn delle Ferrovie di stato della Corea del Nord; la città è connessa alla rete stradale ed è alla fine dell'autostrada Pyongyang-Wonsan e dell'autostrada Wonsan-Kumgangsan.
Servizi aerei
La città possiede un aeroporto militare a Kalma; nel 2014 è stato ampliato ed aperto alla aviazione civile a seguito dell'annuncio, reso l'anno prima, che Wŏnsan sarebbe stata convertita in una destinazione estiva con resort e divertimenti.

## Geografia
Wonsan si trova nella provincia di Kangwon, considerato un ottimo porto naturale, si affaccia sulle coste del mar del Giappone (mar di Corea orientale).
Più di 20 piccole isole affiorano lungo la costa tra le quali l'isola di Hawangt'o e l'isola di Ryŏ